# セブンズフェスティバル
セブンズフェスティバル（Sevens Festival）は、2010年より2012年まで東京・秩父宮ラグビー場で開催された7人制ラグビーの国内大会である。

## 概要
2016年リオデジャネイロオリンピックより7人制ラグビーが正式競技に追加されるのに伴って創設された。
男子・女子それぞれ行われる。男子はプール戦とトーナメント、女子は総当たり戦で争われた。参加チームは男子はジャパンラグビートップリーグのチームと日本代表など、女子は国内有力クラブチームと日本代表だった。
2012年は男子・女子とも日本代表は参加せず、男子は12チームによる勝抜き戦、女子は3チームによる総当り戦だった。
2013年からは同じ時期に「ジャパンセブンズ」が開催されている。

## 歴代優勝チーム
| 年   | 男子（カップ）優勝     | 女子優勝                   |
| ---- | ---------------------- | -------------------------- |
| 2010 | JAPAN SELECT B         | 名古屋レディース           |
| 2011 | 男子7人制日本代表      | 女子7人制日本代表          |
| 2012 | 福岡サニックスブルース | 日本体育大学ラグビー部女子 |